# La Barrita
La Barrita är en ort i Mexiko.   Den ligger i kommunen Ario och delstaten Michoacán de Ocampo, i den södra delen av landet, 270 km väster om huvudstaden Mexico City. La Barrita ligger 2 056 meter över havet och antalet invånare är 125.
Terrängen runt La Barrita är kuperad. Runt La Barrita är det ganska glesbefolkat, med 25 invånare per kvadratkilometer. Närmaste större samhälle är Ario de Rosales, 7,6 km nordväst om La Barrita. I omgivningarna runt La Barrita växer huvudsakligen savannskog.